# 洪瑋漢
洪瑋漢（1995年12月3日—），為台灣的棒球選手，守備位置為外野手，曾效力於中華職棒味全龍，2022年季末於擴編選秀會上被新球隊台鋼雄鷹選中，因而轉效力台鋼雄鷹。

## 生平
高中就讀高雄市立三民高級中學，並在首屆黑豹旗獲得明星球員中外野手獎項，高中畢業後原本要進入國立台灣體育運動大學的進修部就讀，但因程序問題導致無法入學，但這中間也獲得國立台灣體育運動大學棒球隊教練團的協助，得以留在隊上練球，並在隔年順利進入國立台灣體育運動大學，在學期間曾入選亞洲冬季棒球聯盟及爆米花棒球聯盟的中華培訓隊，成為準國家隊成員，2018年，入選世界大學棒球錦標賽及U-23世界盃棒球賽，2019年，大學畢業後報名參加中華職棒選秀會，最終被新成立的味全龍隊以第12輪第47順位選中，因而開啟職棒生涯。
2020年，隨著新球隊味全龍打一年二軍，在首場二軍的比賽中，擊出了味全龍隊史在二軍比賽的首支安打，而2020年整季也以77場出賽，77支安打及打擊率0.318作收，其中整季在二軍打出9支三壘安打刷新了中華職棒二軍紀錄，成為二軍單季最多三壘安打的締造者。
2021年，順利進入開季一軍名單，並於3月17日完成生涯初登板，不過賽季受到三級警戒中途停賽影響加上自身狀況調整不及，2021賽季總計出賽38場比賽，只打出9支安打，打擊率只有0.167。
2022年，在5月29日的比賽中，於守備時和隊友郭天信相撞，因此在半局結束時送醫檢查，診斷出有輕微腦震盪，後進行更進一步的檢查時，發現下巴頜骨骨折，需開刀治療並接受復健，因此缺陣了大半個球季，直到球季後半段的10月5日才歸隊一軍。
2022年12月5日，中華職棒公布擴編選秀結果，台鋼雄鷹隊從味全龍挑中洪瑋漢，而他也成為被挑中的球員中最年長的（27歲），而被台鋼雄鷹選入後，預計能成為外野的即戰力選手。

## 職棒生涯成績
| 年度 | 球隊     | 出賽 | 打數 | 安打 | 全壘打 | 打點 | 盜壘 | 四死 | 三振 | 壘打數 | 雙殺打 | 打擊率 | 上壘率 | 長打率 | OPS   |
| ---- | -------- | ---- | ---- | ---- | ------ | ---- | ---- | ---- | ---- | ------ | ------ | ------ | ------ | ------ | ----- |
| 2021 | 味全龍   | 38   | 54   | 9    | 0      | 1    | 1    | 2    | 17   | 9      | 1      | 0.167  | 0.196  | 0.167  | 0.363 |
| 2022 | 味全龍   | 16   | 35   | 9    | 0      | 3    | 0    | 4    | 5    | 11     | 0      | 0.257  | 0.333  | 0.314  | 0.647 |
| 2024 | 台鋼雄鷹 | 43   | 50   | 6    | 0      | 0    | 1    | 12   | 14   | 6      | 1      | 0.120  | 0.290  | 0.120  | 0.410 |
| 合計 | 3年      | 97   | 139  | 24   | 0      | 4    | 2    | 18   | 36   | 26     | 2      | 0.173  | 0.268  | 0.187  | 0.455 |

## 外部連結
- 洪瑋漢在台灣棒球維基館上的頁面（繁體中文）
- 洪瑋漢在中華職棒官網
- 洪瑋漢在Baseball-Reference.com（小聯盟以及海外聯盟）（英语）